# Élection présidentielle américaine de 1948
L'élection présidentielle américaine de 1948 est la quarante-et-unième élection présidentielle depuis l'adoption de la Constitution américaine en 1787. Elle se déroule le mardi 2 novembre 1948.
Elle opposa le président sortant, Harry S. Truman et Thomas Dewey, candidat du Parti républicain. Truman avait accédé à la présidence en sa qualité de vice-président à la suite de la mort de Franklin Delano Roosevelt en 1945.
Truman, donné perdant en 1948 contre Thomas Dewey, réussit à remporter une victoire assez serrée, malgré la candidature dissidente du démocrate sudiste Strom Thurmond, gouverneur de Caroline du Sud et ségrégationniste. La victoire de Truman semblait si improbable que le Chicago Tribune titra à tort, le soir du 3 novembre, « Dewey Defeats Truman ».

## Primaires

### Parti démocrate
Le 7 novembre 1944, Franklin Delano Roosevelt fut réélu pour la quatrième fois à la présidence des États-Unis, avec Harry S. Truman comme colistier. Mais il mourut le 12 avril 1945. Conformément à la constitution, Harry S. Truman fut investi comme 33e président des États-Unis. Il pouvait ainsi se représenter en 1948, puis en 1952 en cas de victoire.

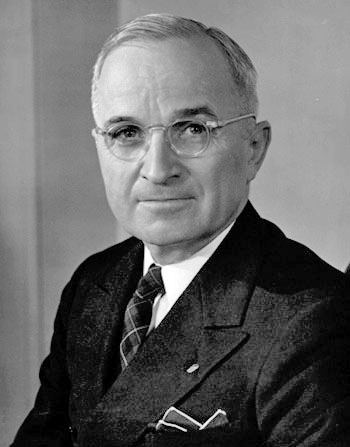
Harry S. Truman, président des États-Unis.
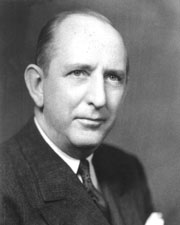
Richard Brevard Russell, Jr., ancien gouverneur de Géorgie et sénateur de Géorgie.

### Parti républicain
Depuis 1933, la Maison-Blanche échappait aux républicains en raison du krach de 1929. En 1940 et 1944, ils reprirent quelques États à Roosevelt, sans succès au niveau fédéral. Mais en 1948, Truman est mal vu en raison de l'usage de la bombe A sur le Japon et du déclenchement de la guerre froide. La veille des primaires fut diffusé à la radio le débat Dewey-Stassen, considéré comme le premier débat présidentiel moderne de l'histoire des États-Unis.

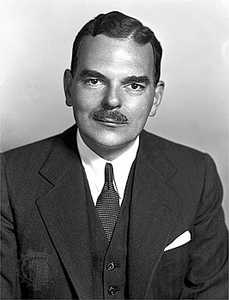
Thomas Dewey, gouverneur de New York.
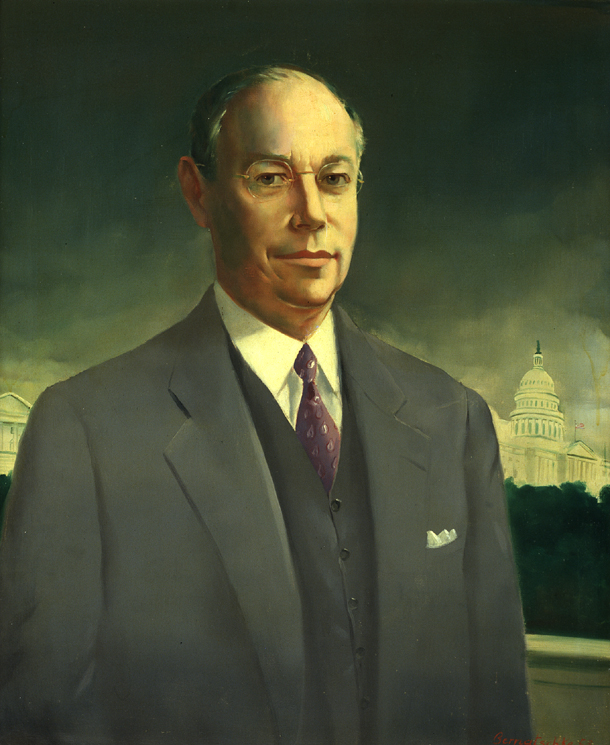
Robert Taft, sénateur de l'Ohio.
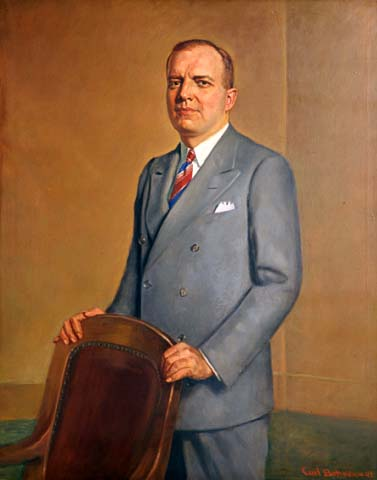
Harold Stassen, gouverneur du Minnesota.
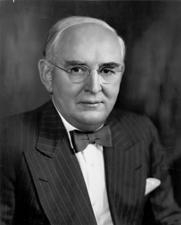
Arthur Vandenberg
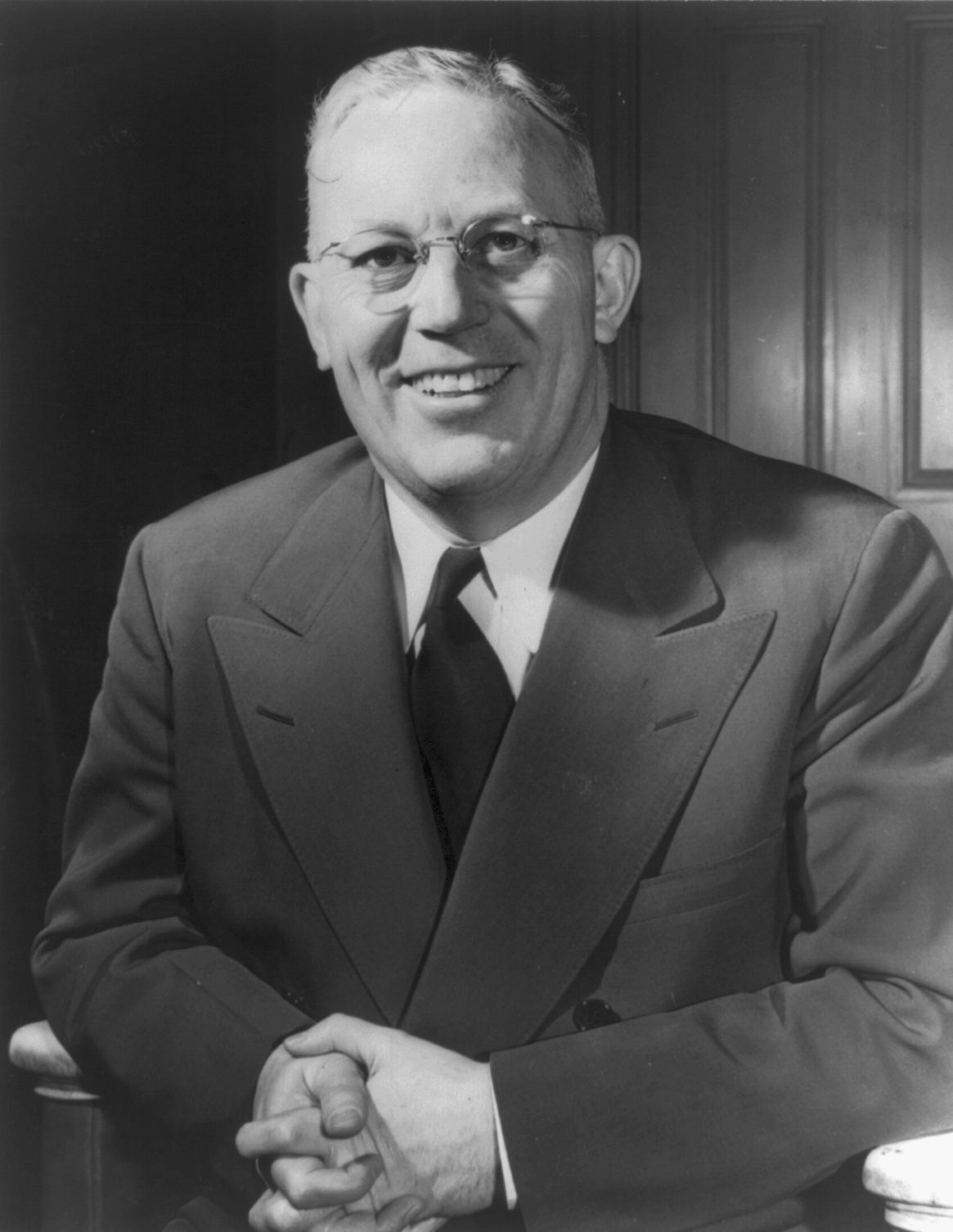
Earl Warren, gouverneur de Californie.
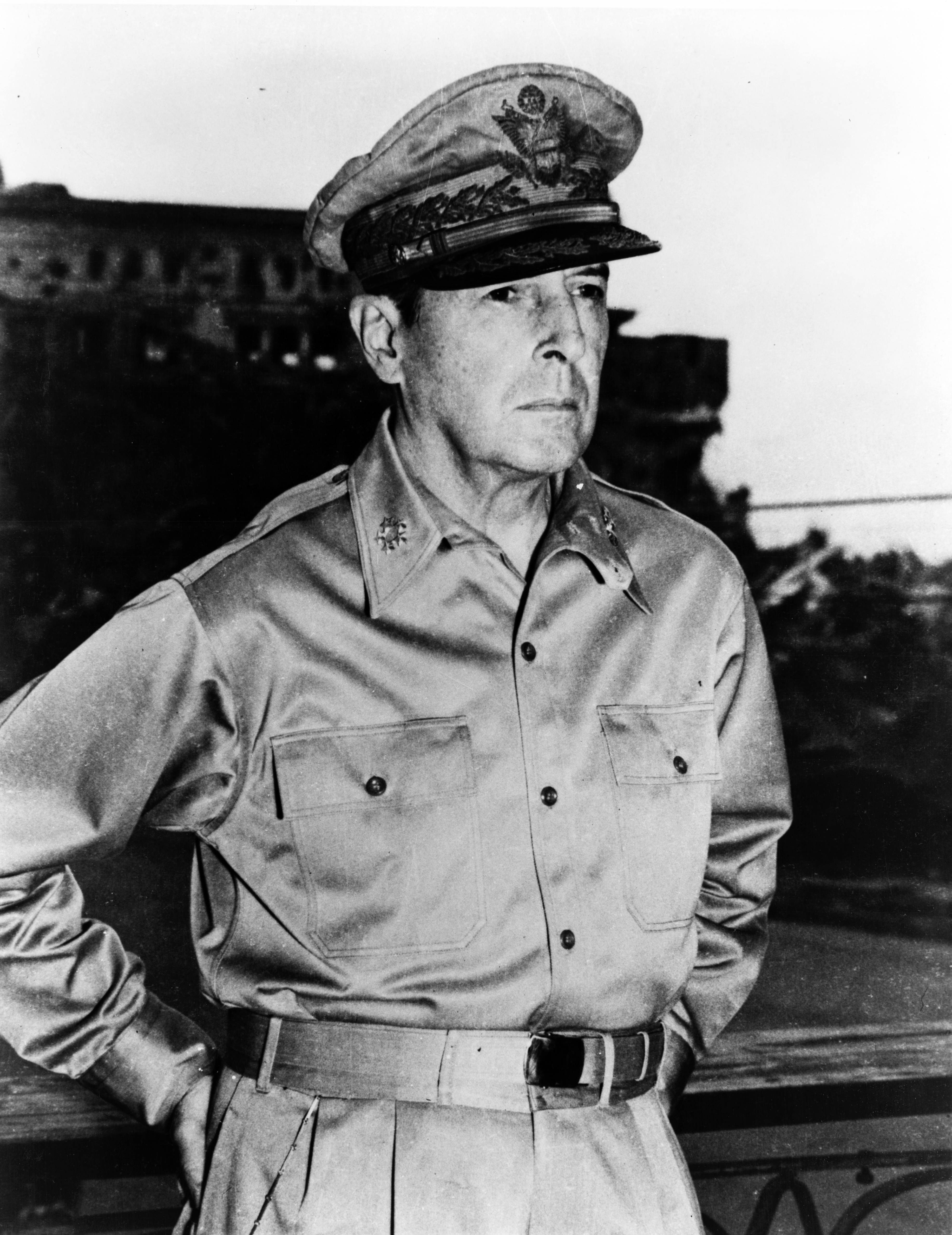
Douglas MacArthur

## Campagne
Compte tenu de la popularité déclinante de Harry S. Truman et de la scission triangulaire apparemment fatale du Parti démocrate, Thomas Dewey semblait imbattable. Les républicains de haut niveau pensaient que tout ce que leur candidat devait faire pour gagner était d'éviter les erreurs majeures. Conformément à ce conseil, Dewey a soigneusement évité les risques ; il a parlé en platitudes, a évité les questions controversées et est resté vague sur ce qu'il prévoyait de faire en tant que président, les discours se succédant avec des affirmations non politiques et optimistes de l'évidence, y compris la citation désormais tristement célèbre « Vous savez que votre avenir est encore devant vous ». Un éditorial du Courier-Journal (de Louisville) résumait ainsi la situation : « Aucun candidat à la présidence ne sera à l'avenir si inepte que quatre de ses grands discours puissent se résumer à ces quatre phrases historiques : L'agriculture est importante. Nos rivières sont pleines de poissons. On ne peut pas avoir de liberté sans liberté. Notre avenir est devant nous »[59]. Un écrivain a fait remarquer que « le seul grand thème que Dewey a présenté dans la campagne était l'unité... mais [il] a été surestimé sur un thème qui n'avait aucun attrait viscéral pour l'Américain moyen. Il était difficile de comprendre où Dewey voulait en venir. Il semblait parfois qu'il demandait aux Américains de réaliser l'unité en étant unis derrière lui ».
Le stratège de la campagne de Truman, Clark Clifford, a déclaré plus tard que la campagne de Truman était « destinée à quatre groupes d'intérêts distincts - les travailleurs, les agriculteurs, les noirs et les consommateurs ». Comme il était à la traîne dans les sondages, Truman a décidé d'adopter une campagne de réduction des dépenses, sans restrictions. Il a ridiculisé Dewey par son nom, critiqué le refus de Dewey d'aborder des questions spécifiques, et a méprisé le 80e Congrès contrôlé par les républicains en lançant une vague d'attaques partisanes implacables et fulgurantes. Dans plusieurs discours, Truman a déclaré que le « GOP » représentait en fait des « gloutons de privilèges » et que les républicains étaient des « princes de privilèges » et des « suceurs de sang ayant des bureaux à Wall Street ». Il a déclaré à un auditoire que « les républicains ont commencé à clouer au mur le consommateur américain avec des pics d'avidité ». Lors du concours national de labour à Dexter, Iowa, Truman a déclaré à 80 000 agriculteurs présents que « ce Congrès républicain a déjà planté une fourche dans le dos de l'agriculteur ». Il a surnommé le Congrès contrôlé par les républicains comme étant le « pire », le Congrès « qui ne fait rien », une remarque qui a suscité de vives critiques de la part des leaders républicains du Congrès (comme Taft), mais aucun commentaire de Dewey. En fait, Dewey a rarement mentionné le nom de Truman pendant la campagne, ce qui s'inscrit dans sa stratégie consistant à paraître au-dessus de la politique partisane mesquine.
Sous la direction de Dewey, les républicains avaient adopté une plate-forme lors de leur convention de 1948 qui demandait l'extension de la sécurité sociale, un financement accru des logements sociaux, une législation sur les droits civils et la promotion de la santé et de l'éducation par le gouvernement fédéral. Ces positions étaient cependant inacceptables pour les dirigeants républicains conservateurs du Congrès. Truman a exploité cette faille dans le parti d'opposition en convoquant une session spéciale du Congrès le « jour des navets » (en référence à un vieux morceau de folklore du Missouri sur la plantation de navets à la fin juillet) et en mettant au défi les dirigeants républicains du Congrès d'adopter leur propre programme. Le 80e Congrès a fait le jeu de Truman, en ne proposant que très peu de lois de fond pendant cette période. Truman a simplement ignoré le fait que les politiques de Dewey étaient considérablement plus libérales que celles de la plupart de ses collègues républicains, et il a plutôt concentré son feu contre ce qu'il a qualifié de tendances conservatrices et obstructionnistes de l'impopulaire 80e Congrès. 
Truman a fait une tournée nationale avec sa rhétorique enflammée, jouant devant des foules nombreuses et enthousiastes. « Give 'em hell, Harry » était un slogan populaire crié à chaque arrêt de la tournée. Mais les sondages et les sondages d'opinion ont tous montré que l'avance de Dewey était insurmontable et que les efforts de Truman n'avaient servi à rien. En effet, les propres collaborateurs de Truman considéraient la campagne comme un dernier hourra. Même la propre femme de Truman, Bess, avait des doutes privés quant à la victoire de son mari. La seule personne qui semble avoir considéré la campagne de Truman comme gagnable est le président lui-même, qui a prédit la victoire avec confiance à quiconque l'écouterait. Vers la fin de la campagne, Truman a rédigé en privé un pronostic de vote électoral pour chaque État et l'a remis à son assistant, George Elsey. Truman croyait qu'il remporterait l'élection avec 340 votes électoraux, contre 108 pour Dewey, 42 pour Thurmond et 37 marqués « douteux » (il a accidentellement omis quatre votes électoraux).

## Autres partis

### Dixiecrat
Strom Thurmond, pourtant membre du Parti démocrate se présente sous l'étiquette démocrate du Sud. Il fut engagé dans l'armée US pendant la Seconde Guerre mondiale. Il était partisan de la ségrégation raciale.  

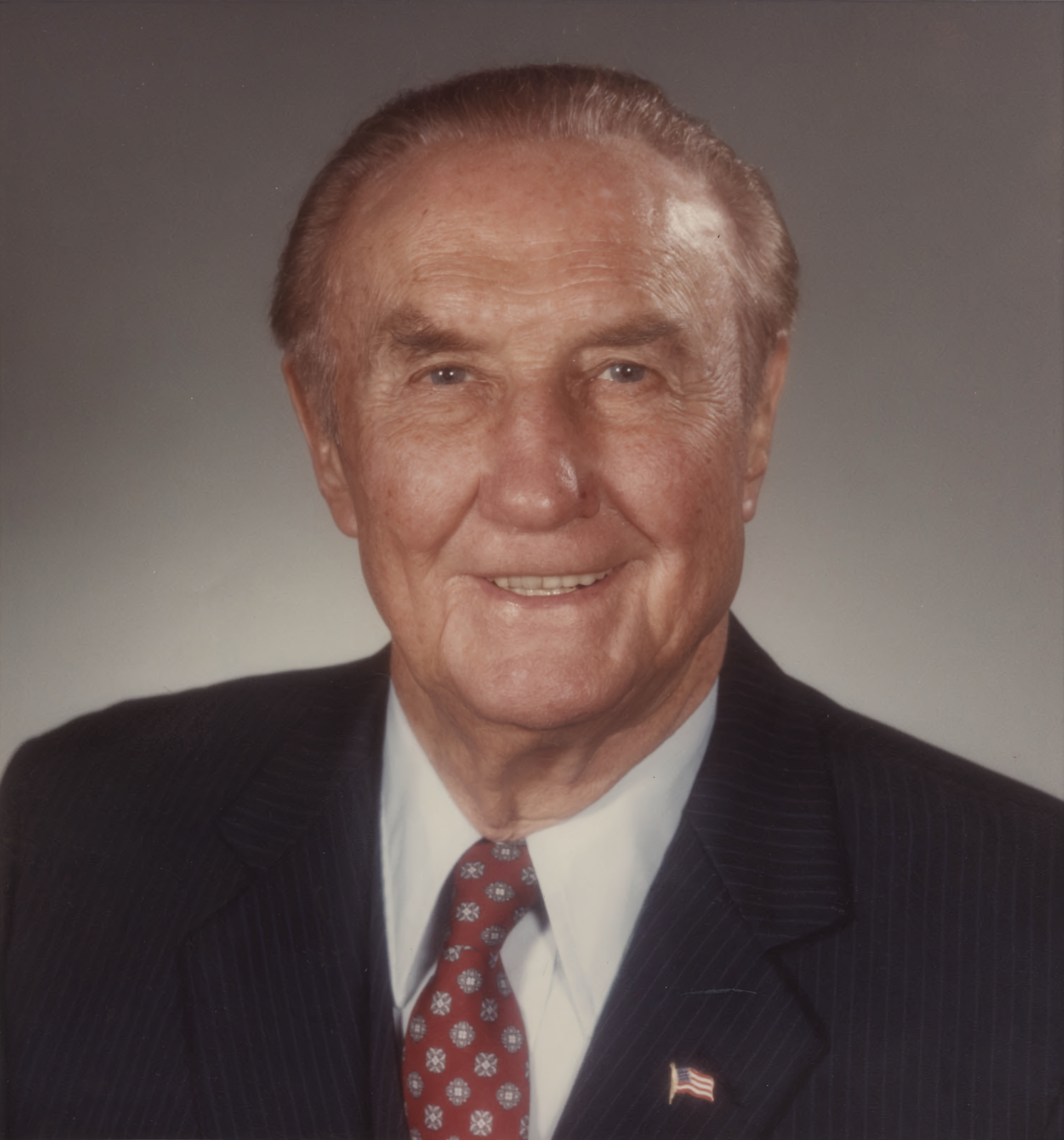
Strom Thurmond, gouverneur de Caroline du Sud.

### Parti progressiste
Henry Wallace, ancien vice-président de 1941 à 1945 et ancien secrétaire à l'agriculture fut écarté de l'administration Truman en raison de ses convictions trop progressistes. Il critiqua également sa doctrine.

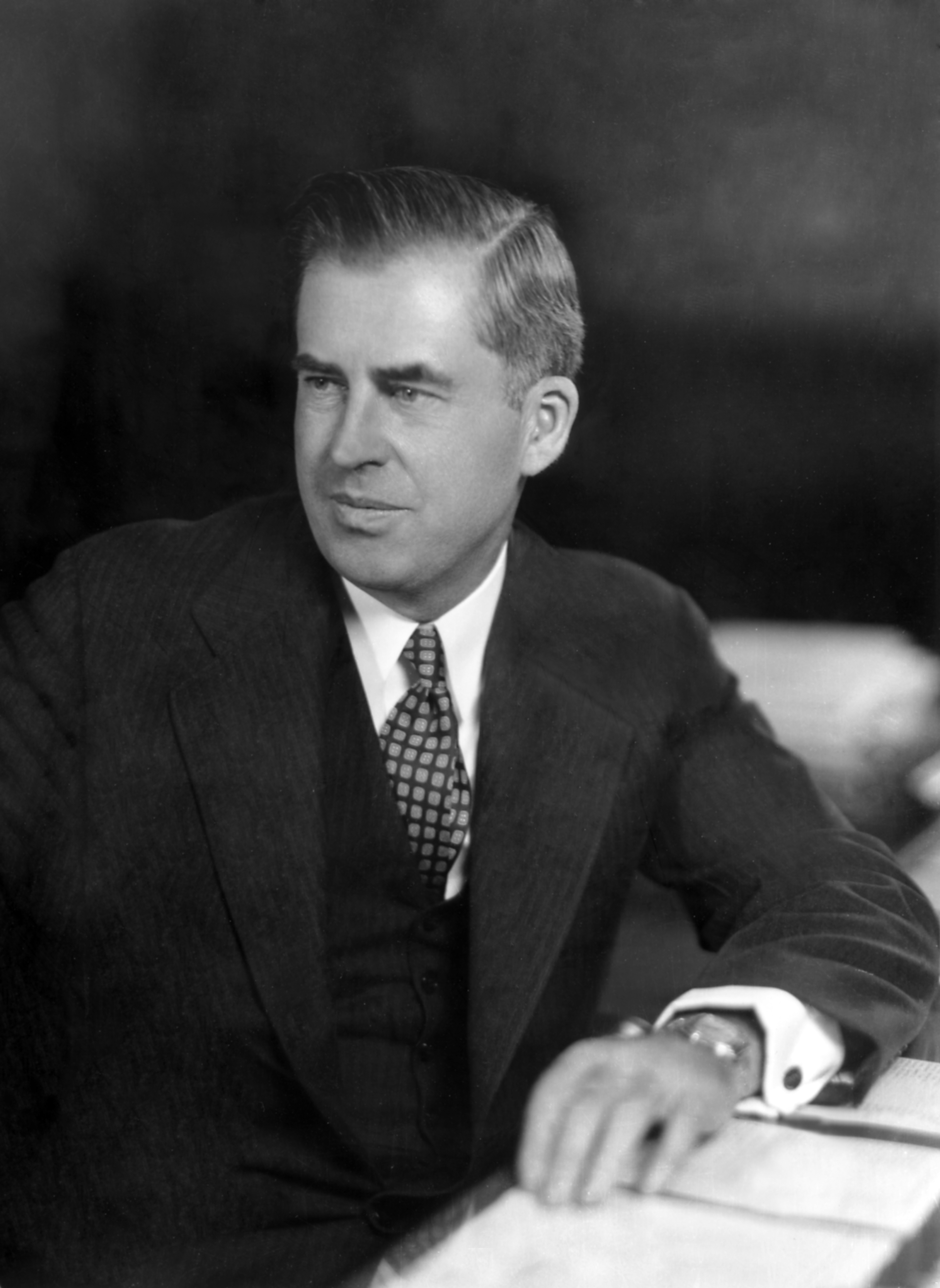
Henry Wallace, ancien vice-président des États-Unis.

## Résultats
| Inscrits                 | Inscrits                 | Inscrits                 | 95 573 000 |             |  |  |
| Abstentions              | Abstentions              | Abstentions              | 46 739 320 | 48,9 %      |  |  |
| Votants                  | Votants                  | Votants                  | 48 833 680 | 51,1 %      |  |  |
|                          |                          |                          |            |             |  |  |
| Bulletins enregistrés    | Bulletins enregistrés    | Bulletins enregistrés    | 48 833 680 |             |  |  |
| Bulletins blancs ou nuls | Bulletins blancs ou nuls | Bulletins blancs ou nuls | 0          | 0 %         |  |  |
| Suffrages exprimés       | Suffrages exprimés       | Suffrages exprimés       | 48 833 680 | 100 %       |  |  |
|                          |                          |                          |            |             |  |  |
|                          | Candidat                 | Parti                    | Suffrages  | Pourcentage |  |  |
|                          | Harry S. Truman          | Parti démocrate          | 24 179 347 | 49,51 %     |  |  |
|                          | Thomas Dewey             | Parti républicain        | 21 991 292 | 45,03 %     |  |  |
|                          | Strom Thurmond           | Dixiecrat                | 1 175 946  | 2,41 %      |  |  |
|                          | Henry Wallace            | Parti progressiste       | 1 157 328  | 2,37 %      |  |  |
|                          | Autres candidats         | -                        | 329 767    | 0,68 %      |  |  |

| Inscrits                 | Inscrits                 | Inscrits                 | 531       |             |  |  |
| Abstentions              | Abstentions              | Abstentions              | 0         | 0 %         |  |  |
| Votants                  | Votants                  | Votants                  | 531       | 100 %       |  |  |
|                          |                          |                          |           |             |  |  |
| Bulletins enregistrés    | Bulletins enregistrés    | Bulletins enregistrés    | 531       |             |  |  |
| Bulletins blancs ou nuls | Bulletins blancs ou nuls | Bulletins blancs ou nuls | 0         | 0 %         |  |  |
| Suffrages exprimés       | Suffrages exprimés       | Suffrages exprimés       | 531       | 100 %       |  |  |
|                          |                          |                          |           |             |  |  |
|                          | Candidat                 | Parti                    | Suffrages | Pourcentage |  |  |
|                          | Harry S. Truman          | Parti démocrate          | 303       | 57,06 %     |  |  |
|                          | Thomas Dewey             | Parti républicain        | 189       | 35,59 %     |  |  |
|                          | Strom Thurmond           | Dixiecrat                | 39        | 7,34 %      |  |  |

## Analyse des résultats
Harry S. Truman a remporté 28 États et 303 grands électeurs, contre 16 États et 189 grands électeurs pour Thomas Dewey et 4 États et 39 (+1 dans le Tennessee) grands électeurs pour Strom Thurmond. Harry S. Truman perdit de nombreux États par rapport à 1944 comme l'Oregon, le Michigan, l'Alabama, le Mississippi, la Louisiane, la Caroline du Sud (Strom Thurmond en étant le gouverneur), New York, la Pennsylvanie et le New Hampshire mais il parvint à récupérer le Wyoming, le Colorado, l'Ohio et l'Iowa. Thomas Dewey remporta un certain nombre des États perdus par Truman, mais pas les États sudistes que Strom Thurmond réussit à remporter, plus une voix dans le Tennessee.
Convaincus de la victoire à venir de Thomas Dewey, les cinq instituts de sondages nationaux arrêtent leur activité sur l'élection le 25 octobre 1948, soit plus d'une semaine avant l'élection.